# Sportverein Stuttgarter Kickers 2013-2014
Questa voce raccoglie le informazioni riguardanti lo Sportverein Stuttgarter Kickers nelle competizioni ufficiali della stagione 2013-2014.

## Stagione
Nella stagione 2013-2014 il Stuttgarter Kickers, allenato da Massimo Morales, Jürgen Hartmann e Horst Steffen, concluse il campionato di 3. Liga all'8º posto.

## Rosa
| N. |                     | Ruolo | Calciatore                |
| -- | ------------------- | ----- | ------------------------- |
| 1  | Germania (bandiera) | P     | Daniel Wagner             |
| 2  | Germania (bandiera) | D     | Maximilian Hoffmann       |
| 3  | Germania (bandiera) | D     | Patrick Auracher          |
| 5  | Germania (bandiera) | D     | Julian Leist              |
| 6  | Germania (bandiera) | C     | Sandrino Braun-Schumacher |
| 7  | Slovenia (bandiera) | C     | Marcel Ivanuša            |
| 8  | Germania (bandiera) | C     | Gerrit Müller             |
| 9  | Italia (bandiera)   | A     | Elia Soriano              |
| 10 | Italia (bandiera)   | C     | Enzo Marchese             |
| 11 | Germania (bandiera) | A     | Daniel Engelbrecht        |
| 11 | Francia (bandiera)  | A     | Karim Rouani              |
| 12 | Romania (bandiera)  | C     | Andreas Ivan              |
| 13 | Canada (bandiera)   | A     | Randy Edwini-Bonsu        |
| 14 | Italia (bandiera)   | A     | Marco Calamita            |
| 16 | Germania (bandiera) | D     | Fabio Leutenecker         |
| 17 | Germania (bandiera) | D     | Fabian Gerster            |
| 18 | Germania (bandiera) | C     | Kevin Dicklhuber          |
| 19 | Germania (bandiera) | D     | Kai-Bastian Evers         |

| N. |                        | Ruolo | Calciatore              |
| -- | ---------------------- | ----- | ----------------------- |
| 20 | Germania (bandiera)    | C     | Athanasios Raptis       |
| 21 | Germania (bandiera)    | D     | Marc Stein              |
| 24 | Germania (bandiera)    | C     | Mahir Savranlioglu      |
| 25 | Serbia (bandiera)      | A     | Nermin Ibrahimovic      |
| 26 | Stati Uniti (bandiera) | D     | Royal-Dominique Fennell |
| 27 | Germania (bandiera)    | D     | Fabian Baumgärtel       |
| 28 | Germania (bandiera)    | D     | Pascal Schmidt          |
| 29 | Germania (bandiera)    | A     | Marcos Álvarez          |
| 30 | Germania (bandiera)    | P     | Mark-Patrick Redl       |
| 32 | Romania (bandiera)     | P     | Alexander Loch          |
| 37 | Germania (bandiera)    | C     | Abdulsamed Akin         |
| 38 | Germania (bandiera)    | P     | Markus Krauss           |
| 39 | Germania (bandiera)    | C     | Marco Gaiser            |
| 42 | Germania (bandiera)    | C     | Heiko Schall            |
| 43 | Germania (bandiera)    | C     | Bastian Joas            |
| 52 | Francia (bandiera)     | A     | Lhadji Badiane          |
| 55 | Germania (bandiera)    | A     | Shkemb Miftari          |
| 56 | Germania (bandiera)    | P     | Tobias Trautner         |

## Organigramma societario
Area tecnica
- Allenatore: Horst Steffen
- Allenatore in seconda: Sreto Ristić
- Preparatore dei portieri: Tobias Linse
- Preparatori atletici:

## Calciomercato

### Sessione estiva
| Acquisti | Acquisti          | Acquisti              | Acquisti |
| R.       | Nome              | da                    | Modalità |
| -------- | ----------------- | --------------------- | -------- |
| A        | Shkemb Miftari    | Wolfsburg II          |          |
| C        | Paul Grischok     | Etăr 1924             |          |
| D        | Stefan Maletić    | Čelik Zenica          |          |
| D        | Patrick Milchraum | Dinamo Tbilisi        |          |
| C        | Athanasios Raptis | Kickers Stoccarda U19 |          |
| P        | Mark-Patrick Redl | Hoffenheim II         |          |
| A        | Elia Soriano      | Karlsruhe             |          |
| D        | Marc Stein        | Kickers Offenbach     |          |

| Cessioni | Cessioni           | Cessioni              | Cessioni |
| R.       | Nome               | a                     | Modalità |
| -------- | ------------------ | --------------------- | -------- |
| D        | Thorben Stadler    | Jahn Ratisbona        |          |
| A        | Daniel Engelbrecht | Bochum                |          |
| C        | Jérôme Gondorf     | Darmstadt             |          |
| A        | Nicolai Groß       | Astoria Walldorf      |          |
| A        | Marco Grüttner     | Stoccarda II          |          |
| P        | Günay Güvenc       | Beşiktaş              |          |
| D        | Simon Köpf         | TSV Essingen          |          |
| P        | Steffen Kraus      | George Mason Patriots |          |
| A        | Tobias Rühle       | Sonnenhof G.          |          |

### Sessione invernale
| Acquisti | Acquisti | Acquisti | Acquisti |
| R.       | Nome     | da       | Modalità |
| -------- | -------- | -------- | -------- |

| Cessioni | Cessioni          | Cessioni         | Cessioni |
| R.       | Nome              | a                | Modalità |
| -------- | ----------------- | ---------------- | -------- |
| A        | Omar Jatta        | Unterhaching II  |          |
| C        | Paul Grischok     | BFC Dynamo       |          |
| D        | Patrick Milchraum | Carl Zeiss Jena  |          |
| D        | Stefan Maletić    | Radnik Bijeljina |          |

## Risultati

### 3. Liga

#### Girone di andata
| Arbitro: | Brand |

|  |           |                             |
|  | Marcatori | 86’ (rig.) Pfingsten-Reddig |

| Arbitro: | Jablonski |

|                                                          |           |  |
| Jänicke 9’ Mintzel 22’ Wiemann 64’ (rig.) Vunguidica 82’ | Marcatori |  |

| Arbitro: | Winkmann |

|                |           |            |
| Dicklhuber 90’ | Marcatori | 90’ Gebers |

| Arbitro: | Stein |

|                    |           |             |
| Vaccaro 80’ (rig.) | Marcatori | 12’ Álvarez |

| Arbitro: | Kircher |

|  |           |                         |
|  | Marcatori | 9’ Wanitzek 87’ Riemann |

| Arbitro: | Dingert |

|                          |           |                  |
| Hohnstedt 15’ Dercho 90’ | Marcatori | 65’, 69’ Álvarez |

| Arbitro: | Storks |

|                            |           |                                    |
| Dicklhuber 21’ Soriano 66’ | Marcatori | 20’ Steinherr 22’ Bichler 83’ Moll |

| Arbitro: | Zwayer |

|                            |           |  |
| Sökler 51’ Schnatterer 59’ | Marcatori |  |

| Arbitro: | Christ |

|                                                  |           |  |
| Braun-Schumacher 35’ Soriano 62’ Leutenecker 70’ | Marcatori |  |

| Arbitro: | Dittrich |

|                   |           |  |
| Garbuschewski 84’ | Marcatori |  |

| Arbitro: | Gerach |

|                                                   |           |  |
| Marchese 15’ (rig.), 77’ (rig.) Kefkir 48’ (aut.) | Marcatori |  |

| Arbitro: | Dingert |

|                 |           |  |
| Stroh-Engel 36’ | Marcatori |  |

| Arbitro: | Glasmacher |

|                                 |           |  |
| Marchese 32’ (rig.), 52’ (rig.) | Marcatori |  |

| Arbitro: | Sather |

|                                          |           |                        |
| Ziemer 24’ Leist 28’ (aut.) Hoffmann 59’ | Marcatori | 3’ Álvarez 34’ Soriano |

| Arbitro: | Badstübner |

|                |           |             |
| Ofosu-Ayeh 88’ | Marcatori | 83’ Soriano |

| Arbitro: | Stieler |

|             |           |  |
| Soriano 56’ | Marcatori |  |

| Arbitro: | Christ |

|            |           |  |
| Taylor 71’ | Marcatori |  |

| Arbitro: | Giese |

|                                         |           |                     |
| Baumgärtel 14’ Badiane 83’ Marchese 90’ | Marcatori | 54’ (rig.) Burkhard |

| Arbitro: | Osmers |

|                       |           |              |
| Thomalla 20’ Luge 48’ | Marcatori | 38’ Marchese |

#### Girone di ritorno
| Arbitro: | Rohde |

|                                 |           |  |
| Marchese 37’ (rig.) Soriano 41’ | Marcatori |  |

| Arbitro: | Leicher |

|              |           |                                 |
| Nietfeld 35’ | Marcatori | 4’ Calamita 90’ (rig.) Marchese |

| Kiel 25 gennaio 2014, ore 14:00 CET 22ª giornata | Holstein Kiel | 0 – 0 referto | Kickers Stoccarda | Holstein-Stadion (3 931 spett.)\| Arbitro: \| Willenborg \| |
| Arbitro:                                         | Willenborg    |               |                   |                                                             |

| Arbitro: | Weickenmeier |

|                         |           |         |
| Badiane 33’ Fennell 88’ | Marcatori | 46’ Luz |

| Arbitro: | Sippel |

|  |           |              |
|  | Marcatori | 47’ Calamita |

| Arbitro: | Hartmann |

|            |           |  |
| Badiane 5’ | Marcatori |  |

| Arbitro: | Schröder |

|                               |           |                            |
| Haberer 72’ (rig.) Duhnke 77’ | Marcatori | 18’ Badiane 80’ Baumgärtel |

| Arbitro: | Zwayer |

|                                         |           |                                         |
| Soriano 9’ Leutenecker 48’ Marchese 53’ | Marcatori | 56’ Göhlert 58’ Niederlechner 66’ Thurk |

| Arbitro: | Weickenmeier |

|  |           |                  |
|  | Marcatori | 90’ Edwini-Bonsu |

| Arbitro: | Heft |

|  |           |                                      |
|  | Marcatori | 16’ Kegel 25’ Garbuschewski 88’ Fink |

| Arbitro: | Jablonski |

|            |           |              |
| Thiele 84’ | Marcatori | 69’ Marchese |

| Stoccarda 25 marzo 2014, ore 19:00 CET 31ª giornata | Kickers Stoccarda | 0 – 0 referto | Darmstadt | Gazi-Stadion auf der Waldau (4 300 spett.)\| Arbitro: \| Schriever \| |
| Arbitro:                                            | Schriever         |               |           |                                                                       |

| Arbitro: | Unger |

|                         |           |                             |
| Jakobs 2’ Iōannidīs 40’ | Marcatori | 47’ Edwini-Bonsu 60’ Müller |

| Arbitro: | Brand |

|              |           |  |
| Calamita 90’ | Marcatori |  |

| Arbitro: | Dietz |

|                                          |           |  |
| Marchese 32’ (rig.) Braun-Schumacher 84’ | Marcatori |  |

| Arbitro: | Valentin |

|            |           |                     |
| Merkel 90’ | Marcatori | 25’ (rig.) Marchese |

| Arbitro: | Sather |

|              |           |              |
| Calamita 55’ | Marcatori | 9’ Benyamina |

| Arbitro: | Unger |

|                          |           |  |
| Burkhard 40’ Kulabas 56’ | Marcatori |  |

| Arbitro: | Cortus |

|             |           |                              |
| Badiane 90’ | Marcatori | 35’ Röttger 44’, 68’ Poulsen |

## Statistiche

### Statistiche di squadra
| Competizione | Punti | In casa | In casa | In casa | In casa | In casa | In casa | In trasferta | In trasferta | In trasferta | In trasferta | In trasferta | In trasferta | Totale | Totale | Totale | Totale | Totale | Totale | DR |
| Competizione | Punti | G       | V       | N       | P       | Gf      | Gs      | G            | V            | N            | P            | Gf           | Gs           | G      | V      | N      | P      | Gf     | Gs     | DR |
| ------------ | ----- | ------- | ------- | ------- | ------- | ------- | ------- | ------------ | ------------ | ------------ | ------------ | ------------ | ------------ | ------ | ------ | ------ | ------ | ------ | ------ | -- |
| 3. Liga      | 51    | 19      | 10      | 4       | 5       | 28      | 19      | 19           | 3            | 8            | 8            | 17           | 27           | 38     | 13     | 12     | 13     | 45     | 46     | -1 |
| Totale       | 51    | 19      | 10      | 4       | 5       | 28      | 19      | 19           | 3            | 8            | 8            | 17           | 27           | 38     | 13     | 12     | 13     | 45     | 46     | -1 |

### Andamento in campionato
| Giornata  | 1  | 2  | 3  | 4  | 5  | 6  | 7  | 8  | 9  | 10 | 11 | 12 | 13 | 14 | 15 | 16 | 17 | 18 | 19 | 20 | 21 | 22 | 23 | 24 | 25 | 26 | 27 | 28 | 29 | 30 | 31 | 32 | 33 | 34 | 35 | 36 | 37 | 38 |
| --------- | -- | -- | -- | -- | -- | -- | -- | -- | -- | -- | -- | -- | -- | -- | -- | -- | -- | -- | -- | -- | -- | -- | -- | -- | -- | -- | -- | -- | -- | -- | -- | -- | -- | -- | -- | -- | -- | -- |
| Luogo     | C  | T  | C  | T  | C  | T  | C  | T  | C  | T  | C  | T  | C  | T  | T  | C  | T  | C  | T  |    | C  | T  | C  | T  | C  | T  | C  | T  | C  | T  | C  | T  | C  | C  | T  | C  | T  | C  |
| Risultato | P  | P  | N  | N  | P  | N  | P  | P  | V  | P  | V  | P  | V  | P  | N  | V  | P  | V  | P  |    | V  | N  | V  | V  | V  | N  | N  | V  | P  | N  | N  | N  | V  | V  | N  | N  | P  | P  |
| Posizione | 15 | 19 | 17 | 18 | 19 | 19 | 19 | 19 | 18 | 18 | 18 | 18 | 18 | 18 | 18 | 18 | 18 | 18 | 18 | 18 | 15 | 16 | 13 | 10 | 8  | 7  | 7  | 6  | 8  | 8  | 11 | 10 | 7  | 5  | 7  | 7  | 7  | 8  |

Legenda:

Luogo: C = Casa; T = Trasferta. Risultato: V = Vittoria; N = Pareggio; P = Sconfitta.

### Statistiche dei giocatori
| A. Akin             | 5  | 0  | 1  | 0 |
| P. Auracher         | 17 | 0  | 3  | 1 |
| L. Badiane          | 20 | 5  | 2  | 0 |
| F. Baumgärtel       | 38 | 2  | 4  | 0 |
| S. Braun-Schumacher | 37 | 2  | 9  | 0 |
| M. Calamita         | 22 | 4  | 2  | 0 |
| K. Dicklhuber       | 16 | 2  | 3  | 1 |
| R. Edwini-Bonsu     | 17 | 2  | 0  | 0 |
| D. Engelbrecht      | 2  | 0  | 0  | 0 |
| K. Evers            | 9  | 0  | 1  | 0 |
| R. Fennell          | 27 | 1  | 7  | 0 |
| M. Gaiser           | 0  | 0  | 0  | 0 |
| F. Gerster          | 30 | 0  | 3  | 0 |
| P. Grischok         | 4  | 0  | 0  | 0 |
| M. Hoffmann         | 0  | 0  | 0  | 0 |
| N. Ibrahimovic      | 4  | 0  | 1  | 0 |
| A. Ivan             | 10 | 0  | 1  | 0 |
| M. Ivanuša          | 0  | 0  | 0  | 0 |
| O. Jatta            | 2  | 0  | 1  | 0 |
| B. Joas             | 0  | 0  | 0  | 0 |
| M. Krauss           | 21 | 0  | 1  | 0 |
| J. Leist            | 20 | 0  | 1  | 0 |
| F. Leutenecker      | 35 | 2  | 8  | 0 |
| A. Loch             | 0  | 0  | 0  | 0 |
| S. Maletić          | 2  | 0  | 0  | 0 |
| E. Marchese         | 30 | 12 | 8  | 2 |
| S. Miftari          | 13 | 0  | 0  | 0 |
| P. Milchraum        | 9  | 0  | 0  | 0 |
| G. Müller           | 18 | 1  | 4  | 0 |
| A. Raptis           | 7  | 0  | 0  | 0 |
| M. Redl             | 9  | 0  | 0  | 0 |
| K. Rouani           | 0  | 0  | 0  | 0 |
| M. Savranlioglu     | 4  | 0  | 1  | 0 |
| H. Schall           | 0  | 0  | 0  | 0 |
| P. Schmidt          | 2  | 0  | 0  | 0 |
| E. Soriano          | 33 | 7  | 11 | 0 |
| M. Stein            | 33 | 0  | 4  | 1 |
| T. Trautner         | 0  | 0  | 0  | 0 |
| D. Wagner           | 9  | 0  | 0  | 0 |
| M. Álvarez          | 17 | 4  | 3  | 0 |